# Великокрупольский сельский совет
Великокрупольский сельский совет (укр. Великокрупільська сільська рада) — орган местного управления, расположенный в селе Великий Круполь Згуровского района Киевской области. Также под управлением совета находится село Малый Круполь.

## История создания
Впервые Великокрупольский сельский совет упоминается в 1923 году как орган, которому подчинялось село Великий Круполь и хутор Корбина Гребля, расположенный неподалёку. Совет принадлежал к Лехновскому району Прилуцкого округа Полтавской губернии и в 1923 году имел в подчинении 1972 человека, из них 1956 человек проживали в Великом Круполе, 16 - в Корбиной Гребле. В 1925 году Лехновский район был включён в состав Киевского округа. Дальнейшая история совета в системе округов неизвестна.
Великокрупольский сельский совет в Березанском районе Киевской области был образован в 1936 году, тогда в его состав вошёл только Великий Круполь - жители Корбиной Гребли были выселены в Великий Круполь. Во время Великой Отечественной войны совет не работал, а после неё заработал снова. В 1950 году в его состав вошёл Малый Круполь, до того имевший собственный совет. Через десять лет, в 1960 году, совет был расформирован, а Великий и Малый Круполь отошли к Войковскому сельсовету.
Вновь совет был создан 4 мая 1984 года, также в Березанском районе. В него вновь вошли Великий и Малый Круполь. Через два года совет был включён в состав новосозданного Згуровского района. С тех пор административная принадлежность совета и его состав не претерпели изменений.
Согласно Всеукраинской переписи населения 2001 года, на территории совета проживает 898 человек.

## Состав совета
Совет состоит из 15 человек.

## Контакты
Адрес совета: 07620, Украина, Киевская область, Згуровский район, с. Великий Круполь, Ул. Ленина, 10
Телефон: (+3804570) 5-69-96